# Bryobia kissophila
Bryobia kissophila är en spindeldjursart som beskrevs av Eyndhoven 1955. Bryobia kissophila ingår i släktet Bryobia och familjen Tetranychidae. Inga underarter finns listade.